# Paranthrax calogastra
Paranthrax calogastra är en tvåvingeart som först beskrevs av Philippi 1865.  Paranthrax calogastra ingår i släktet Paranthrax och familjen svävflugor. Inga underarter finns listade i Catalogue of Life.